# Naknadna okužba
Naknadna okužba, nadokužba, superinfekcija ali hiperinfekcija je v splošnem okužba, ki se pridruži neki prvotni okužbi in je pogosto zaplet protimikrobnega zdravljenja osnovne okužbe, ki jo povzročajo mikroorganizmi, ki so ali so postali odporni na uporabljena zdravila.
V virologiji je naknadna okužba proces, pri katerem postane celica, ki je že okužena z nekim virusom, ponovno okužena z drugim sevom virusa ali popolnoma drugo vrsto virusa. O nadokužbi govorimo, kadar pride do dvojne okužbe po serokonverziji, če pa se to zgodi že prej, pa gre za sočasno okužbo. Virusna naknadna okužba je resno stanje, ki lahko vodi do razvoja odpornih sevov virusov, kar lahko popolnoma spremeni potek zdravljenja. Nazoren primer tega je nadokužba s sevi virusa HIV, ki so lahko odporni proti protiretrovirusnem zdravljenju. Tovrstno odpornost virusov označujemo z izrazom superinfekcijska odpornost (angleško superinfection resistance, SIR) in je bila odkrita tudi pri virusu foamy (FV) ter virusu mišje levkemije (MuLV).